# واد جر
واد جر (به عربی: واد جر) یک شهرداری در الجزایر است که در استان البلیده واقع شده‌است.
 واد جر  ۵٬۳۷۳ نفر جمعیت دارد.